# Římskokatolická farnost Hradisko u Kroměříže
Římskokatolická farnost Hradisko u Kroměříže je územní společenství římských katolíků s farním kostelem Všech svatých v děkanátu Kroměříž.

## Historie farnosti
Zřizovatelem kostela i fary ve 13. století byl premonstrátský klášter Hradisko u Olomouce. Na místě dnešního kostela stál tehdy dřevěný kostelík. V 16. století byl kostel téměř zpustošen, k roku 1560 byla fara nekatolická. Po roce 1616 patřilo Hradisko pod farnost Panny Marie v Kroměříži, kněz sem dojížděl v neděli a kostel rychle chátral. Stavba nynějšího kamenného kostela začala roku 1760, dokončen byl 1776 a vysvěcen arcibiskupem Theodorem z Colloreda roku 1777. Samostatnou farností se Hradisko stalo roku 1843.

## Duchovní správci
Administrátor excurrendo byl od července 2011 R. D. Mgr. Josef Lambor. Od října 2024 je administrátorem excurrendo R. D. Mgr. Pavel Hofírek.

## Bohoslužby
| Kostel        | Místo                | Bohoslužba (den) | Hodina                                   | Poznámka     |
| ------------- | -------------------- | ---------------- | ---------------------------------------- | ------------ |
| Všech svatých | Hradisko u Kroměříže | neděle čtvrtek   | 9.15 18.00 (zimní čas)/19.00 (letní čas) | farní kostel |

## Aktivity ve farnosti
Ve farnosti se pravidelně koná tříkrálová sbírka. V roce 2017 se při ní vybralo v Hradisku 3 375 korun, v Bezměrově 13 303 korun, v Lutopecnách 12 383 korun, v Měrůtkách 4 367 korun, v Miňůvkách 5 100 korun a v Postoupkách 12 335 korun.
Farnost se pravidelně zapojuje do akce Noc kostelů.
K bohoslužbě o prvním pátku jsou zvány děti, které k přijímání chodí teprve krátce. Jde o příležitost, jak dětem ze 4. až 6. třídy nabídnout vedení po prvním svatém přijímání. První část zhruba hodinového programu tvoří katecheze, na druhou část za dětmi přichází kněz, aby mohly individuálně přistoupit ke svátosti smíření. Setkání uzavírá adorace s přijímáním, případně mše svatá.